# Zakażenie układu moczowego związane z cewnikowaniem
Zakażenie układu moczowego związane z cewnikowaniem, CAUTI (ang. Catheter-Associated Urinary Tract Infection) – zakażenie układu moczowego (ZUM) związane z cewnikowaniem. CAUTI jest jedną z najczęstszych infekcji szpitalnych (HAI – Hospital-Acquired Infection) u pacjentów poddanych cewnikowaniu pęcherza moczowego. Zakażenie układu moczowego związane jest z formowaniem wielogatunkowego biofilmu na powierzchni cewnika (zewnętrznej oraz wewnętrznej). CAUTI w początkowym etapie często wywołują np. Staphylococcus epidermidis, Escherichia coli, Enterococcus faecalis, a następnie np.: Pseudomonas aeruginosa, Proteus mirabilis, Providencia stuartii, Morganella morganii, Klebsiella pneumoniae, Staphylococcus aureus, Klebsiella oxytoca (możliwy różny skład gatunkowy biofilmu na cewniku). Biofilm ponadto może być inkrustowany kryształami struwitu i apatytu (alkalizacja moczu z udziałem ureazy Proteus mirabilis), co w konsekwencji może doprowadzić np. do blokady cewnika, odmiedniczkowego zapalenia nerek i sepsy. Ryzyko wystąpienia CAUTI u pacjentów wzrasta z każdym dniem cewnikowania (3-10%/dzień) i przy długotrwałym cewnikowaniu dochodzi do 100%.